# 多摩そごう
多摩そごう（たまそごう）は、株式会社 多摩そごうが東京都多摩市の多摩センター駅前で運営していた百貨店。
開業時のキャッチフレーズは「はじめまして、新・山の手社交界」。

## 概要
将来人口約31万人の新都市を計画していた多摩ニュータウンの中心、多摩センター駅前に立地。八王子そごう、柚木そごう、橋本そごう（未開店）との連携のもとで資本金4億円をかけ1988年に会社設立。1989年10月20日開店。西東京地域におけるそごうのイメージアップとエリアネット化を担っていた。1992年1月-3月にTBS系で放送されたテレビドラマ『東京エレベーターガール』の舞台となるも、自然問題で多摩ニュータウンの人口が20万人を切る水準にしかならなかった事と駅から遠い理由から赤字が続き、2000年のそごうグループ破綻により同年9月18日に閉店する。
1階玄関前には世界の人形時計が設置され、店内のエスカレーター脇には多摩の自然を表現し木に止まった多数の小鳥たちが囀りながら動く 『バード・サンクチュアリー』が設置されていた。それ以外にもクリスタルタワーもあった。閉店後、多摩センター三越に改装と同時に全て撤去された。

## 略歴
多摩そごう時代
- 1989年10月20日 - 地上7F、地下2FのSRC造の多摩センター百貨店ビルが完成し、多摩そごう開店。
- 2000年7月12日 - そごうグループ各社が民事再生法の適用を申請、多摩そごうの負債は553億円。
- 2000年 7月12日　株式会社多摩そごうは会社法の特別清算申請 (代表清算人 内藤良祐弁護士)[4] 。
- 2000年9月18日 - 多摩そごう閉店。

多摩そごう閉店後
- 2000年11月 - 三越多摩センター店と大塚家具多摩ショールームが入居。6階レストランフロアは新都市センター開発運営に移管。
- 2006年3月 - リニューアルし、三越が地下1階-2階、大塚家具が3-5階となる。
- 2010年12月 - 3-5階入居の大塚家具多摩ショールームが、立川に移転することに伴い、閉店。
- 2011年4月23日 - 3-5階部分を新たに専門店街とし、三越多摩センター店や6階レストラン街を含むビル全体をショッピングセンター「ココリア多摩センター」としてオープン。

## 主な店舗・施設
- サトームセン
- 世界堂
- 紀伊国屋書店
- ディズニーストア
- ペットショップジョーカー
- 山野楽器
- 竹葉亭
- ホテルオークラ桃里
- 天一
- ベネトン

## 営業時間・アクセス
アクセス
- 京王・小田急・多摩モノレール多摩センター駅下車